# Pseudofornicia
Pseudofornicia – rodzaj błonkówek z rodziny męczelkowatych. Gatunkiem typowym jest Pseudofornicia annulicornis.

## Zasięg występowania
Rodzaj obejmuje gatunki występujące w Azji Południowo-Wschodniej i Australii.

## Biologia i ekologia
Żywiciele gatunków z tego rodzaju nie są znani.

## Gatunki
Do rodzaju zaliczane są 4 opisane gatunki (co najmniej jeden gatunek jest nieopisany):
- Pseudofornicia commoni (Austin & Dangerfield, 1992)
- Pseudofornicia flavoabdominis (He & Chen, 1994)
- Pseudofornicia nigrisoma van Achterberg & Long, 2015
- Pseudofornicia vanachterbergi Long, 2015